# الدوري المكسيكي الممتاز 1948-49
الدوري المكسيكي الممتاز 1948-49 (بالإسبانية: Liga Mayor 1948-49)‏ هو الموسم 6 من الدوري المكسيكي الممتاز. أقيم خلال الفترة 19 سبتمبر 1948 وحتى 17 يوليو 1949، وأشرف على تنظيمه اتحاد المكسيك لكرة القدم، وكان عدد الأندية المشاركة فيه 15، وفاز فيه كلوب ليون.